# Tipula balcanica
Tipula balcanica är en tvåvingeart som beskrevs av Vermoolen 1983. Tipula balcanica ingår i släktet Tipula och familjen storharkrankar. Inga underarter finns listade i Catalogue of Life.